# بنة محمدوخانعلي (شبانكارة)
بنة محمدوخانعلي (بالفارسية: بنه محمدوخانعلی) هي قرية تقع في إيران في قسم شبانكارة الريفي.